# 2924 Мітаке-мура
2924 Мітаке-мура (2924 Mitake-mura) — астероїд головного поясу, відкритий 18 лютого 1977 року.
Тіссеранів параметр щодо Юпітера — 3,288.